# Сухопутные войска Армении
Сухопутные войска Армении (арм. Հայաստանի ցամաքային զորքեր) — один из видов вооружённых сил Армении, предназначенный для ведения боевых действий преимущественно на суше.

## Структура и состав
На 2017 год в составе Сухопутных войск Армении было пять армейских корпусов общей численностью 50 тысяч человек.
Сухопутные войска Армении включают три армейских корпуса и один специальный корпус (АК). Занято в сухопутных войсках на 2024 год — 40.000 человек.
Кроме того, в состав сухопутных войск Армении входят:
- ракетная, артиллерийская, спецназа, зенитная ракетная, радиотехническая бригады
- мотострелковый, самоходный артиллерийский, противотанковый артиллерийский, зенитно-ракетный, связи, инженерно-саперный, МТО полки

Сухопутные войска Армении, в основном, используют боевую технику, произведённую в России, СССР и Армении. Перечень вооружения не учитывает военное оснащение Армии обороны Нагорно-Карабахской Республики (больше 300 танков Т-72, по столько же бронемашин и артиллерийских установок) тесно взаимодействующей с Вооружёнными силами Армении.

### На 2021 год
1-й армейский корпус. Штаб — Горис.
- 25-й отдельный танковый батальон
- 2-я отдельная мотострелковая бригада[англ.] «Вардан Мамиконян» (Горис)
- 14-й отдельный мотострелковый полк[англ.] (Капан)
- 522-й мотострелковый полк (Сисиан)
- 539-й мотострелковый полк (Агарак)
- 5-й горнострелковый полк
- 155-й артиллерийский полк
- 585-й отдельный разведывательный батальон
- Логистический батальон

2-й армейский корпус. Штаб — Хачахпюр.
- Отдельный танковый батальон
- Отдельный мотострелковый полк
- Отдельный мотострелковый полк
- Отдельный стрелковый полк
- Отдельный артиллерийский батальон
- Отдельный разведывательный батальон

3-й армейский корпус. Штаб — Ванадзор.
- Отдельный танковый батальон
- 246-й мотострелковый полк (Иджеван)
- 543-й мотострелковый полк (Ноемберян)
- 549-й мотострелковый полк (Чамбарак)
- Мотострелковый полк
- Стрелковый полк (Степанаван)
- Отдельный артиллерийский батальон
- Отдельный ракетно-артиллерийский батальон
- Отдельный разведывательный батальон
- Батальон связи
- Ремонтный батальон

4-й армейский корпус. Штаб — Ехегнадзор.
- 527-й мотострелковый полк (Вайк)
- Мотострелковый полк имени Вазгена Саргсяна
- Отдельный мотострелковый полк «Н»
- Мотострелковый полк имени Гарегина Нжде
- Самоходно-артиллерийский батальон
- Батальон связи

5-й армейский корпус. Штаб — Нубарашен.
- 7-й укрепрайон (Гюмри)
- 9-й укрепрайон (Ереван)
- Танковый батальон
- 4-й отдельный мотострелковый полк «Таманян» (Ереван)
- 545-й мотострелковый полк «Андраник Озанян» (Нубарашен)
- Мотострелковый (Вагаршапат)
- Артиллерийский батальон
- Самоходно-артиллерийский батальон
- Разведывательный батальон
- Полк связи
- 61-й отдельный инженерный полк (Вагаршапат)

### На 2024 год
- Специальный армейский корпус
- 2-й армейский корпус
- 3-й армейский корпус
- 5-й армейский корпус

## Вооружение и военная техника
| Изображение                                              | Наименование                                        | Назначение                                                                           | Количество                                 | Примечания |
| Танки                                                    | Танки                                               | Танки                                                                                | Танки                                      | Танки |
| -------------------------------------------------------- | --------------------------------------------------- | ------------------------------------------------------------------------------------ | ------------------------------------------ | --- |
|                                                          | Т-90С                                               | Основной боевой танк                                                                 | 1                                          | Один танк получен в 2016 году за 2-е место на Чемпионате мира по танковому биатлону 2014 года. |
|                                                          | Т-72А/Б                                             | Основной боевой танк                                                                 | 100                                        | Также поставлено 35 Т-72М1 из России в 2012 году |
|                                                          | Т-55                                                | Средний танк                                                                         | 5                                          | |
|                                                          | Т-54                                                | Средний танк                                                                         | 3                                          | |
| Боевые машины пехоты                                     |                                                     |                                                                                      |                                            | |
|                                                          | БМП-1/БМП-1К                                        | Боевая машина пехоты                                                                 | 125                                        | 100 БМП-1 и 25 БМП-1К. Ещё 45 БМП-1(44 БМП-1 и 1 БПК-1К) во внутренних войсках и 35 БМП-1 в Пограничных силах |
|                                                          | / БМП-2                                             | Боевая машина пехоты                                                                 | 15                                         | |
| Бронированные разведывательные машины                    |                                                     |                                                                                      |                                            | |
|                                                          | БРМ-1К                                              | Боевая разведывательная машина                                                       | 12                                         | Ещё 5 БРМ-1К во внутренних войсках и 3 БРМ-1К в Пограничных силах |
| Бронетранспортёры                                        |                                                     |                                                                                      |                                            | |
|                                                          | БТР-80                                              | Бронетранспортёр                                                                     | 4                                          | |
|                                                          | БТР-70                                              | Бронетранспортёр                                                                     | 18                                         | Ещё 24 БТР-60/70/152 во внутренних войсках и 18 БТР-70 в Пограничных силах. 110 БТР-70 поставлено из России в 2012 году. |
|                                                          | БТР-60 и машины на базе                             | Бронетранспортёр                                                                     | 108                                        | Ещё 24 БТР-60/70/152 во внутренних войсках и 5 БТР-60 в Пограничных силах |
| Бронеавтомобили                                          |                                                     |                                                                                      |                                            | |
|                                                          | ACMAT Bastion                                       | Бронеавтомобиль                                                                      | более 21                                   | Поставлены в ноябре 2023 года |
|                                                          | ГАЗ-2975 «Тигр»                                     | Бронеавтомобиль                                                                      | 10                                         | 10 поставлено из России в 2010 году |
|                                                          | Лусан                                               | Бронеавтомобиль                                                                      | неизвестно                                 | В 2022 году начато производство в Армении |
| style="align: center; background: lavender;" colspan="5" | Противотанковые средства                            |                                                                                      |                                            | |
|                                                          | 9П149 «Штурм-С»                                     | Самоходный ПТРК                                                                      | 13                                         | В 2013 году были закуплены 34 комплексов у Молдовы. |
|                                                          | 9П148 «Конкурс»                                     | Самоходный ПТРК                                                                      | 9                                          | |
|                                                          | 9К129 «Корнет-Е»                                    | ПТРК                                                                                 | н/д                                        | 100 ракет куплено в 2017 году |
|                                                          | 9К111 Фагот                                         | ПТРК                                                                                 | н/д                                        | 945 куплено у России в 1993-1996 годах |
|                                                          | / РПГ-7                                             | Ручной противотанковый гранатомёт                                                    | н/д                                        | |
|                                                          | РПГ-18                                              | Реактивная противотанковая граната                                                   | н/д                                        | |
|                                                          | РПГ-26                                              | Реактивная граната                                                                   | н/д                                        | |
| style="align: center; background: lavender;" colspan="5" | Артиллерийские установки                            |                                                                                      |                                            | |
|                                                          | CAESAR                                              | 155-мм самоходная артиллерийская установка                                           | 36 заказано                                | Армения закупила 36 САУ CAESAR у Франции, которая должна поставить их в течение последующих 15 месяцев (после июня 2024). |
|                                                          | TC-20 (MARG)                                        | 155-мм самоходная артиллерийская установка                                           | 72 заказано (поставки начались)            | Колесная самоходная гаубица на базе грузовика 6х6. |
|                                                          | 2С3 «Акация»                                        | 152-мм самоходная артиллерийская установка                                           | 28                                         | |
|                                                          | 2С1 «Гвоздика»                                      | 122-мм самоходная артиллерийская установка                                           | 9                                          | |
|                                                          | ATAGS                                               | 155-мм гаубица                                                                       | 6                                          | ещё 84 заказано |
|                                                          | 2А36 «Гиацинт-Б»                                    | 152-мм пушка                                                                         | 26                                         | |
|                                                          | Д-20                                                | 152-мм пушка-гаубица                                                                 | 34                                         | |
|                                                          | Д-1                                                 | 152-мм гаубица                                                                       | 2                                          | |
|                                                          | Д-30                                                | 122-мм гаубица                                                                       | 60                                         | 16 поставлено из Черногории в 2010 году, 10 из Беларуси в 2007 году и 36 из России в 1996 году |
|                                                          | М-120                                               | 120-мм полковой миномёт                                                              | 12                                         | 18 поставлено из России в 1996 году |
| Реактивные системы залпового огня                        |                                                     |                                                                                      |                                            | |
|                                                          | 9К58 «Смерч»                                        | 300-мм РСЗО                                                                          | 2                                          | Были представлены на репетиции парада, посвящённого 25-летию независимости Армении. |
|                                                          | WM-80                                               | 273-мм РСЗО                                                                          | 2                                          | |
|                                                          | ТОС-1А                                              | 220-ммРСЗО                                                                           | н/д                                        | Использованы в ходе Второй карабахской войны |
|                                                          | БМ-21 «Град»                                        | 122-мм РСЗО                                                                          | до 50                                      | 18 поставлено из России в 1996 году. Модернизированы в Армении: вместо бензиновых двигателей, установлены более мощные дизельные. Приспособлены для использования снарядов с большей дальностью полёта. |
|                                                          | N-2                                                 | 40-мм РСЗО                                                                           | 12                                         | Лёгкая многозарядная пусковая установка для реактивных гранат класса РПГ-7, производимая армянской компанией Гарни-лер |
|                                                          | «Пинака»                                            | 214-мм РСЗО                                                                          | 6                                          | 4 дивизиона по 3 батареи или 74 пусковые установки, закуплены у Индии в 2022 году, поставки начались в июле 2023. Из 24 предусмотреных к поставке систем по состоянию на декабрь 2024 года поставлено 6 |
| Автомобильная техника                                    |                                                     |                                                                                      |                                            | |
|                                                          | МАЗ-7310 МАЗ-7410                                   | Тяжёлый колёсный грузовой автомобиль высокой проходимости                            | н/д                                        | |
|                                                          | ЗИЛ-131                                             | Грузовой автомобиль                                                                  | н/д                                        | |
|                                                          | Урал-4320                                           | Грузовой автомобиль                                                                  | н/д                                        | |
|                                                          | КамАЗ                                               | Грузовой автомобиль                                                                  | н/д                                        | |
|                                                          | ГАЗ-66                                              | Грузовой автомобиль                                                                  | н/д                                        | |
|                                                          | ГАЗ-3308 «Садко»                                    | Грузовой автомобиль                                                                  | н/д                                        | На 2013 год |
|                                                          | УАЗ-452                                             | Микроавтобус                                                                         | н/д                                        | |
|                                                          | УАЗ-469                                             | Вседорожник                                                                          | н/д                                        | |
|                                                          | УАЗ-3153/УАЗ Хантер                                 | Вседорожник                                                                          | н/д                                        | |
|                                                          | УАЗ Карго                                           | Вседорожник                                                                          | н/д                                        | |
|                                                          | Nissan Navara Pickup                                | Вседорожник                                                                          | н/д                                        | |
|                                                          | Nissan Pathfinder (R51)                             | Вседорожник                                                                          | н/д                                        | |
|                                                          | Ssangyong                                           | Вседорожник                                                                          | н/д                                        | |
| Специальная техника                                      |                                                     |                                                                                      |                                            | |
|                                                          | МТ-ЛБ                                               | Многоцелевой транспортёр-тягач                                                       | 20                                         | |
|                                                          | / БРЭМ-1/БРЭМ-Д                                     | Бронированная ремонтно-эвакуационная машина                                          | н/д                                        | |
|                                                          | БАТ-2                                               | Путепрокладчик                                                                       | н/д                                        | |
|                                                          | / МТУ-72/МТУ-90                                     | Танковый мостоукладчик                                                               | н/д                                        | |
| Тактические ракетные комплексы                           |                                                     |                                                                                      |                                            | |
|                                                          | 9К720 «Искандер-Э»                                  | Оперативно-тактический ракетный комплекс                                             | 4                                          | 4 ПУ и 25 ракет 9М723Е поставлены Россией в 2013 году. Были представлены на репетиции парада, посвящённого 25-летию независимости Армении. |
|                                                          | 9К72 «Эльбрус»                                      | Оперативно-тактический ракетный комплекс на дальностях до 300 км                     | 7+                                         | 24 аркеты поставлены в 1993 году.Во время парада в Ереване было объявлено, что ракеты комплексов были модернизированы армянскими специалистами и оснащены электронными системами наведения достаточно точными для обеспечения успешного нападения на цели, расположенные в густонаселенных районах на расстоянии до 300 км. |
|                                                          | 9К79-1 «Точка-У»                                    | Оперативно-тактический ракетный комплекс на дальностях до 120 км                     | 3+                                         | |
| Системы ПВО                                              |                                                     |                                                                                      |                                            | |
|                                                          | Тор-М2КМ                                            | ЗРК средней дальности                                                                | 4                                          | 50 ракет 9М338 закуплены вместе с ПУ в 2019 году у России |
|                                                          | Бук-М1-2                                            | ЗРК средней дальности                                                                | 6(2 батареи по 3 ПУ)                       | Впервые был показан на подготовке к параду в честь дня независимости Армении в 2016 году. Имеется информация, что в 2022 году все системы кроме одной находились в небоеспособном состоянии, из-за чего не смогли принять активное участие в 44-дневной войне.                                                              |
|                                                          | / С-125 «Нева»/«Печора-2М2»                         | ЗРК малой дальности                                                                  | 16 ПУ (4 дивизиона)                        | По состоянию на начало 2022 года Армения имела 5 дивизионных позиций: 4 на территории страны и 1 в НКР. Вследствие Второй карабахской войны РПН дивизиона в НКР был уночтожен, а батарея потеряна |
|                                                          | С-75 «Двина»                                        | ЗРК малой дальности                                                                  | н/д                                        | Статус неясен. The Military Balance 2024 сообщает о нахождении системы на вооружении, не давай подробностей. Активного использования в 2022 году, как и потерь каки-либо элементов системы, не замечено. |
|                                                          | 2К12 «Куб»                                          | ЗРК малой дальности                                                                  | н/д                                        | 3 ПУ и 3 РПН потеряно в 2022 году |
|                                                          | 9К33 «Оса»                                          | ЗРК ближнего действия                                                                | около 50                                   | 35 поставлено из Иордании в 2020 году. Не менее 22 потеряно в 2022 году. |
|                                                          | ЗСУ-23-4 «Шилка»                                    | Зенитная самоходная установка                                                        | н/д                                        | Не менее 11 потеряно в 2022 году |
|                                                          | ЗУ-23-2                                             | Зенитная установка                                                                   | н/д                                        | |
|                                                          | 9К333 «Верба»\|Переносной зенитно-ракетный комплекс | н/д                                                                                  | Всего 200 поставлено из России в 2017 году | |
|                                                          | 9К38 «Игла» 9K310 «Игла-1» 9К338 «Игла-С»           | Переносной зенитно-ракетный комплекс                                                 | 400+                                       | 400 Игла-С Поставлено из России в 2013 и 2016 годах. |
| Беспилотные летательные аппараты                         |                                                     |                                                                                      |                                            | |
|                                                          | Крунк 25-1 Крунк 25-2 «Азнив»                       | БПЛА                                                                                 | 28                                         | |
|                                                          | Базе                                                | БПЛА                                                                                 | 10                                         | |
|                                                          | Army-55M                                            | БПЛА                                                                                 | 12                                         | |
|                                                          | Орлан-10                                            | БПЛА                                                                                 | 18                                         | |
| Техника РЭБ и РЭП                                        |                                                     |                                                                                      |                                            | |
|                                                          | «Ампроп»                                            | Комплекс РЭБ                                                                         | н/д                                        | Представлен на ArmHiTec-2016. Одновременно может подавлять 10 частот. Станция работает на тактическом уровне, собирая информацию в полосе до 40 км и подавляя связь на расстоянии до 20 км |
|                                                          | «Манушак»                                           | Комплекс РЭБ                                                                         | н/д                                        | Представлен на ArmHiTec-2016. Одновременно может подавлять 4 частоты. |
|                                                          | «Шгарш»                                             | Комплекс РЭБ                                                                         | н/д                                        | Представлен на МВТФ «Армия-2017». Создан для подавления сигнала с навигационных спутников GPS и ГЛОНАСС. |
|                                                          | «Инфауна»                                           | Комплекс РЭБ                                                                         | н/д                                        | Комплексы «Инфауна» на базе БТР-80 были представлены на репетиции парада, посвящённого 25-летию независимости Армении в 2016 году. |
|                                                          | Р-325У                                              | Комплекс РЭП                                                                         | н/д                                        | Были представлены на репетиции парада, посвящённого 25-летию независимости Армении. |
|                                                          | Р-330Б «Мандат-Б»                                   | Автоматизированный комплекс радиоэлектронного подавления                             | н/д                                        | |
|                                                          | Репеллент-1                                         | Комплекс радиоэлектронной борьбы с БПЛА                                              | н/д                                        | Был представлен на ArmHiTec-2018. Самостоятельно обнаруживает и обезвреживает дроны-разведчики, а также выводит из строя пункты управления, оставляя их без навигации и телеметрии. |
| РЛС и машины управления                                  |                                                     |                                                                                      |                                            | |
|                                                          | Свати                                               | РЛС контрбатарейной борьбы                                                           | 4                                          | Были закуплены в 2020 году за $40 млн |
|                                                          | Ground Master 200                                   | Радар-АФАР                                                                           | 3                                          | Были закуплены в 2023 году |
|                                                          | / Автобаза/Автобаза-М                               | Комплекс исполнительной радиотехнической разведки                                    | н/д                                        | На 2019 год |
|                                                          | / П-18М «Малахит»                                   | Двухкоординатная радиолокационная станция кругового обзора из состава ЗРК 2К12 «Куб» | н/д                                        | На 2014 год. Модернизированы в Армении |
| Стрелковое вооружение                                    |                                                     |                                                                                      |                                            | |
|                                                          | АГС-30                                              | Автоматический станковый гранатомёт                                                  |                                            | |
|                                                          | АГС-17 «Пламя»                                      | Автоматический станковый гранатомёт                                                  | 100                                        | На 2014 год. Закуплены у Сербии в 2006—2007 годах |
|                                                          | ГП-30 «Обувка»                                      | 40-мм подствольный гранатомёт                                                        | 60                                         | На 2014 год |
|                                                          | / КС-23                                             | 23-мм специальный карабин                                                            | 32                                         | На 2014 год |
|                                                          | КПВ                                                 | 14,5-мм крупнокалиберный пулемёт                                                     |                                            | |
|                                                          | НСВ «Утёс»                                          | 12,7-мм крупнокалиберный пулемёт                                                     |                                            | |
|                                                          | ПК / ПКМ                                            | 7,62-мм пулемёт                                                                      |                                            | На 2009 год |
|                                                          | Arseanal LMG-F                                      | 7,62-мм пулемёт                                                                      |                                            | |
|                                                          | АК-47                                               | 7,62-мм автомат                                                                      |                                            | |
|                                                          | АКМ                                                 | 7,62-мм автомат                                                                      |                                            | |
|                                                          | АКМС                                                | 7,62-мм автомат                                                                      |                                            | |
|                                                          | AS-300B                                             | 7,62-мм автомат                                                                      |                                            | |
|                                                          | HK G36                                              | 5,56-мм автомат (стандарт НАТО SS109)                                                |                                            | Стоит на вооружении бойцов миротворческих сил в составе ISAF. |
|                                                          | HK416                                               | 5,56-мм автомат (стандарт НАТО SS109)                                                |                                            | На 2010 год. Стоит на вооружении бойцов специальных подразделений. |
|                                                          | / АК74/АК74М                                        | 5,45-мм автомат                                                                      |                                            | |
|                                                          | АК-105                                              | 5,45-мм автомат                                                                      | 480                                        | На 2014 год |
|                                                          | K-3                                                 | 5,45-мм автомат                                                                      |                                            | |
|                                                          | Ваган                                               | 5,45-мм автомат                                                                      |                                            | |
|                                                          | Barrett M82                                         | 12,7-мм крупнокалиберная снайперская винтовка                                        | н/д ещё 30 в НКР                           | |
|                                                          | K-15                                                | 12,7-мм крупнокалиберная снайперская винтовка                                        |                                            | |
|                                                          | Застава М93                                         | 12,7-мм крупнокалиберная снайперская винтовка                                        | 250                                        | На 2014 год |
|                                                          | / Винторез                                          | 9-мм снайперская винтовка                                                            |                                            | На 2014 год |
|                                                          | PGM Mini-Hecate .338                                | 8,6-мм снайперская винтовка                                                          |                                            | |
|                                                          | M110                                                | 7,62-мм полуавтоматическая снайперская винтовка                                      | н/д ещё 50 в НКР                           | |
|                                                          | / СВД                                               | 7,62-мм снайперская винтовка                                                         |                                            | |
|                                                          | ASR-300 v.II / ASR-300C                             | 7,62-мм самозарядная снайперская винтовка                                            |                                            | |
|                                                          | СВ-98                                               | 7,62-мм снайперская винтовка                                                         | 52                                         | На 2014 год |
|                                                          | SAKO TRG 42                                         | 7,62-мм НАТО снайперская винтовка                                                    | н/д                                        | На 2016 год |
|                                                          | K-11                                                | 5,45-мм снайперская винтовка                                                         |                                            | |
|                                                          | Armenian UZI                                        | Пистолет-пулемёт                                                                     |                                            | |
|                                                          | ASP-45                                              | 11,43-мм самозарядный пистолет                                                       |                                            | |
|                                                          | K-2B                                                | 9-мм пистолет                                                                        |                                            | |
|                                                          | / ПМ                                                | 9-мм самозарядный пистолет                                                           |                                            | |
|                                                          | ПЯ                                                  | 9-мм самозарядный пистолет                                                           |                                            | |
|                                                          | HK USP                                              | 9-мм универсальный самозарядный пистолет                                             |                                            | |

| Изображение                           | Наименование         | Назначение                                          | Количество                         | Примечания                            |
| Танки                                 | Танки                | Танки                                               | Танки                              | Танки                                 |
| ------------------------------------- | -------------------- | --------------------------------------------------- | ---------------------------------- | ------------------------------------- |
|                                       | / Т-80               | Основной боевой танк                                | 31                                 |                                       |
| Бронированные разведывательные машины |                      |                                                     |                                    |                                       |
|                                       | БРДМ-2               | Бронированная Разведывательно-Дозорная Машина       | 150                                | По состоянию на 2016 год              |
| Боевые машины десанта                 |                      |                                                     |                                    |                                       |
|                                       | БМД-1                | Боевая машина десанта                               | 45                                 | По состоянию на 2016 год              |
| Бронетранспортёры                     |                      |                                                     |                                    |                                       |
|                                       | БТР-152              | Бронетранспортёр                                    | н/д                                | По состоянию на 2017 год              |
| Противотанковые средства              |                      |                                                     |                                    |                                       |
|                                       | / «Метис»            | ПТРК                                                | н/д                                |                                       |
|                                       | «Милан»              | ПТРК                                                | 30                                 |                                       |
|                                       | «Фагот»              | ПТРК                                                | 25                                 | По состоянию на 2016 год              |
|                                       | «Малютка»            | ПТРК                                                | 9-20                               | По состоянию на 2016 год              |
|                                       | МТ-12                | 100-мм противотанковая пушка                        | 36                                 | По состоянию на 2016 год              |
|                                       | СПГ-9                | Станковый противотанковый гранатомёт                | н/д                                |                                       |
|                                       | / AT4                | Противотанковая реактивная граната                  | н/д                                |                                       |
| Реактивные системы залпового огня     |                      |                                                     |                                    |                                       |
|                                       | AR1A                 | 300-мм РЗСО                                         | 20                                 | В 2011 году было приобретено 6 единиц |
| Артиллерийские установки              |                      |                                                     |                                    |                                       |
|                                       | М-43                 | 160-мм полковой миномёт                             | 70                                 | По состоянию на 2016 год              |
|                                       | М-46                 | 130-мм пушка                                        | н/д                                |                                       |
|                                       | Д-44                 | 85-мм пушка                                         | 45                                 | По состоянию на 2016 год              |
|                                       | ПМ38                 | 120-мм полковой миномёт                             | 30                                 | По состоянию на 2016 год              |
|                                       | 2Б9 (2Б9М) «Василёк» | 82-мм полковой миномёт                              | 35                                 |                                       |
| РЛС и машины управления               |                      |                                                     |                                    |                                       |
|                                       | СНАР-10 «Леопард»    | Станция наземной артиллерийской разведки            | 10                                 | на 2016 год                           |
|                                       | П-15 «Тропа»         | Радиолокационная станция                            | н/д                                |                                       |
|                                       | П-12 «Енисей»        | Радиолокационная станция                            | 15                                 |                                       |
| Системы ПВО                           |                      |                                                     |                                    |                                       |
|                                       | 2К11 «Круг»          | ЗРК средней дальности                               | н/д ещё 15-18 в НКР                | На 2016 год (оценочно 27 ПУ)          |
|                                       | П-40                 | Подвижная станция обнаружения целей ЗРК 2К11 «Круг» | 15                                 | На 2016 год                           |
|                                       | Стрела-10            | ЗРК ближнего действия                               | 48 ещё неизестное количество в НКР | По состоянию на 2016 год              |
|                                       | Стрела-2             | Переносной зенитно-ракетный комплекс                | до 300                             | По состоянию на 2016 год              |
|                                       | Стрела-3             | Переносной зенитно-ракетный комплекс                | н/д                                |                                       |
| Стрелковое вооружение                 |                      |                                                     |                                    |                                       |
|                                       | ДШК                  | 12,7-мм крупнокалиберный пулемёт                    | н/д                                | На 2009 год                           |
|                                       | Корд                 | 12,7-мм крупнокалиберный пулемёт                    |                                    |                                       |
|                                       | / ВАЛ                | 9-мм автомат                                        |                                    |                                       |
|                                       | / АКС-74У            | 5,45-мм автомат                                     |                                    |                                       |
|                                       | AWM                  | 8,6-мм снайперская винтовка                         |                                    |                                       |
|                                       | SSG 08               | 7,62-мм снайперская винтовка                        |                                    |                                       |
|                                       | Truvelo CMS          | 7,62 × 51 мм НАТО снайперская винтовка              |                                    |                                       |
|                                       | Шмель (огнемёт)      | Ручной реактивный пехотный огнемёт                  |                                    |                                       |
| Автомобильная техника                 |                      |                                                     |                                    |                                       |
|                                       | КрАЗ-6446            | полноприводный седельный тягач                      | н/д                                |                                       |

## Финансирование
Заём выделен сроком на 10 лет с отсрочкой выплат до начала 2018 года. Ереван использует кредит на финансирование 90 процентов стоимости каждого из контрактов на поставку продукции с расчётами в рублях. Кредит будет использоваться Арменией до 2017 года. Кредитное соглашение предусматривает, что Армения закупит у России пусковые установки реактивной системы залпового огня «Смерч» и боеприпасы к ней, ЗРК «Игла-С» и ракеты к нему, наземные комплексы исполнительной радиотехнической разведки «Автобаза-М», тяжёлые огнемётные системы ТОС-1А с транспортно-заряжающими машинами ТЗМ-Т, управляемые ракеты 9М113М, гранатомёты РПГ-26, взрыватели B-429Е, снайперские винтовки Драгунова СВД, бронетанковую технику, бронеавтомобили «Тигр», инженерные средства и средства связи.

## Знаки различия

### Генералы и офицеры
| Категории               | Генералы       | Генералы          | Генералы          | Генералы      | Старшие офицеры | Старшие офицеры | Старшие офицеры | Младшие офицеры | Младшие офицеры   | Младшие офицеры | Младшие офицеры   |
| ----------------------- | -------------- | ----------------- | ----------------- | ------------- | --------------- | --------------- | --------------- | --------------- | ----------------- | --------------- | ----------------- |
|                         |                |                   |                   |               |                 |                 |                 |                 |                   |                 |                   |
| Армянское звание        | Բանակի գեներալ | գեներալ- գնդապետ  | Գեներալ-լեյտենանտ | Գեներալ-մայոր | Գնդապետ         | Փոխգնդապետ      | Մայոր           | Կապիտան         | Ավագ լեյտենանտ    | Լեյտենանտ       | կրտսեր լեյտենանտ  |
| Российское соответствие | Генерал армии  | Генерал-полковник | Генерал-лейтенант | Генерал-майор | Полковник       | Подполковник    | Майор           | Капитан         | Старший лейтенант | Лейтенант       | Младший лейтенант |

### Сержанты и солдаты
| Категории               | Унтерофицеры      | Унтерофицеры | Сержанты и старшины | Сержанты и старшины | Сержанты и старшины | Сержанты и старшины | Солдаты  | Солдаты  |
| ----------------------- | ----------------- | ------------ | ------------------- | ------------------- | ------------------- | ------------------- | -------- | -------- |
|                         |                   |              |                     |                     |                     |                     |          |          |
| Армянское звание        | Ավագ ենթասպա      | Ենթասպա      | Ավագ                | Ավագ սերժանտ        | Սերժանտ             | Կրտսեր սերժանտ      | Եֆրեյտոր | Շարքային |
| Российское соответствие | Старший прапорщик | Прапорщик    | Старшина            | Старший сержант     | Сержант             | Младший сержант     | Ефрейтор | Рядовой  |